# Voogdij Mol, Balen en Dessel
De voogdij Mol, Balen en Dessel was een feodaal bestuursgebied dat de plaatsen Mol, Balen en Dessel omvatte. De voogdij had een oppervlakte van ongeveer 15.000 ha.
Een 16e-eeuwse kroniek vermeldt dat ene Adelardus of Adelhart, die kleinzoon zou zijn van Karel Martel, het domein in 774 schonk aan de Abdij van Corbie. Feitelijke zekerheid omtrent de eigendomsverhoudingen is echter pas vanaf 1173 aantoonbaar. De belangen van de Abdij werden behartigd door een voogd.
De abdij bezat de hoge, middelbare en lagere heerlijkheid, maar in 1248 ging de hoge heerlijkheid over op de hertog van Brabant. In 1559 werd de heerlijkheid door de abdij verkocht aan Godfried van Bocholt. Later kwam de heerlijkheid achtereenvolgens in bezit van de families van Hoensbroek, Renesse, (D')Isendoorn à Blois en Von Fürstenberg.
In 1626 werd ook de hoge heerlijkheid verpand, en wel aan achtereenvolgens de families De Mol, Bouton, Roelants, Carena, De Cano, en De Wal van Masbourg. Eind 18e eeuw werd de feodaliteit door de Fransen afgeschaft, en daarmee ook de voogdij Mol, Balen en Dessel. Deze voogdij werd nu verdeeld in drie zelfstandige gemeenten.
De voogdij lag in een grensgebied genaam de Zeven Heerlijkheden: Bij Paal Schoongors, beter bekend als de Steen der Zeven Heerlijkheden, die het noordelijke punt van de voogdij markeerde, kwamen de Spaanse Nederlanden, de republiek der Verenigde Nederlanden en het prinsbisdom Luik bij elkaar. Een dergelijk grensgebied werd meer dan eens geteisterd door plunderende troepen van de diverse partijen.

## Externe bron
- Geschiedenis Mol